# Söderby, Åkerby socken
Söderby är en by i Åkerby socken, Uppsala kommun.
Byn omtalas första gången 1291 ('Suþerby'), då Uppsala domkyrkas fabricia ägde en gård i Söderby, som den fått av fru Sigrid. 1316 omnämns två kyrkolandbor i Söderby i förteckningen av vad hertig Valdemar uppburit av kyrkogodsen i Tiundaland. Byn omfattade 1540-68 två mantal skatte, två kyrkotorp, samt en frälsegård som Engelbrekt Larsson (Bölja) 1558 sålde till Gustav Vasa.